# 日本の電気に関する資格一覧
日本の電気に関する資格一覧（にほんのでんきにかんするしかくいちらん）は、日本国内で実施されている、電気に関する資格あるいは資格試験の名称を一覧としたものである。

## 国家資格
- 【電気事業法】
  - 電気主任技術者
  - ダム水路主任技術者
  - ボイラー・タービン主任技術者
- 【電気工事士法】
  - 電気工事士
  - 認定電気工事従事者
  - 特種電気工事資格者
- 【建設業法】
  - 電気工事施工管理技士
- 【消防法】
  - 消防設備士
  - 消防設備点検資格者
- 【エネルギーの使用の合理化等に関する法律】
  - エネルギー管理士
- 【技術士法】
  - 技術士電気電子部門
- 【情報処理の促進に関する法律】
  - エンベデッドシステムスペシャリスト
- 【労働安全衛生法】
  - 電気取扱者
- 【教育職員免許法】
  - 高等学校教員（工業）（工業実習）

## 公的資格
- 蓄電池設備整備資格者（電池工業会）
- ネオン工事技術者（日本サイン協会）
- 自家用発電設備専門技術者（日本内燃力発電設備協会）
- 可搬形発電設備専門技術者（日本内燃力発電設備協会）

## 民間資格
- 家電製品エンジニア（家電製品協会）